# 京子
京子（きょうこ、1917年9月 - 1945年4月24日）は、恩賜上野動物園で飼育されていたメスのカバである。1919年（大正8年）に京城（現在のソウル特別市）から上野動物園に来園し、後に同じく京城から来園したオスの「大太郎」（1944年死亡）との間に子カバの「マル」（オス）をもうけた。しかし、戦争によるエサ不足を理由に絶食による処分が決められ、マルとともに死亡している。作家の早乙女勝元は、京子たちを題材として童話『さようならカバくん』を1988年（昭和63年）に発表している。

## 生涯

### 来園から関東大震災まで
上野動物園でのカバ飼育の始まりは、1911年（明治44年）にさかのぼる。最初に来園した子カバは、1907年（明治40年）まで上野動物園の監督（最高責任者）を務めていた動物学者の石川千代松とドイツの動物商カール・ハーゲンベックとの通算6回目で最後となる取引によって購入されたもので、カバとしては日本への初渡来となる個体であった。子カバは生後1年半のオスで、当時の巡査の初任給が12円から13円だった時代においての値段は5,401円4銭で、運賃や保険料などを含めると約7,000円の費用がかかった。子カバは2月23日に上野動物園に到着した。ただし、飼育と展示だけではなく繁殖までを視野に入れていた石川の意図にもかかわらず、つがいではなくオスの子カバを1頭しか購入できなかった。ただしこの子カバは、狭い運動場や2間四方（3.6メートル四方）と小さい上に浅いプールという劣悪な飼育環境の上に、本来群れで生活するカバの習性に反して孤独な状態におかれたことなどが重なって、1912年（大正元年）11月21日にわずか3歳で死亡した。
1919年（大正8年）、2番目のカバが京城の昌慶苑動物園から来園することになった
。当時の上野動物園は宮内省の所管だったため、同じく宮内省所管の昌慶苑動物園からカバを「贈呈」というかたちで移動させる話が進んだ
。昌慶苑動物園では、上野動物園より1年遅れの1912年にハーゲンベックからカバをつがいで購入した。このカバのつがいは1914年から第2次世界大戦中に至る30年ほどの間に、12頭以上の子をもうけていた。贈呈されることになったカバはメスで、1917年9月生まれの子であった。
1919年（大正8年）7月末、上野動物園の黒川義太郎は、新橋の運送業者と運搬の手はずを整えた上でカバを受け取るために京城まで赴いた。しかし、黒川が8月1日に昌慶苑動物園に到着してみると、カバの脱出騒動が起こっていた。騒動の原因となったのは上野動物園に運搬予定のカバの母親で、当時妊娠中だったために気が荒くなっていたという。この騒動は夜中になってやっと収まり、母カバはもとのプールに戻った。実はこのとき、東京で手配し船便で仁川経由で運搬していたカバ用輸送箱が予定の日時までに京城に到着しなかったため、黒川は昌慶苑動物園側への言い訳を考えながらカバ受け取りに赴いていたという。後に黒川は自著で「脱出事件で、ボロも出ないで済んだ」と述べている。
8月2日にカバは上野行きの輸送箱に収容され、8月7日に京城を出発した。運搬は鉄道と関釜連絡船によって行われ、8月13日に上野動物園に到着した。このカバは京城の1字をとって「京子」と命名された。京子は健康な個体で、順調に成長していった。
1923年（大正12年）9月1日、関東大震災が発生して東京は甚大な被害を受けた。上野恩賜公園は被災した市民たちの避難場所となり、上野動物園も即日閉園せざるを得なかった。上野動物園自体の被害は少なく、動物たちも来園者たちも直接負傷するようなことはなかった。ただし、臆病な性格の京子は怯えきってプールの底に潜ったままになってしまい、ときおり呼吸のために水面から鼻面を出す以外は全く姿を見せなくなった。飼育担当者たちがこのまま餓死してしまうのではないかと気をもんでいたところ、京子は大震災発生から3日後の朝に水面から顔を出して、ようやくエサを食べて無事な姿を見せた。

### 「大太郎」の来園と新カバ室への引っ越し
1927年（昭和2年）、新しいカバが上野動物園に来園することになった

。飼育係の高橋峯吉は、京子の「お婿さん」になるオスカバが来るという知らせを聞いて「そりゃあよかったですね。ハーゲンベックからですか」と黒川に質問している。高橋のこの質問について『物語 上野動物園の歴史』の著者、小宮輝之（元上野動物園園長）は、「ハーゲンベックの名が出たのは、カバの将来のために京子との血縁のないオスを迎えたいという気持ちが思わず言葉に出たものであろう」と推測している。しかし、来園が決まったのは京子と同じく昌慶苑動物園生まれで、1925年（大正14年）5月生まれの京子の弟にあたる個体であった。京子のときには同じ宮内省所管の動物園ということで輸送料などの実費を除いて無償譲渡のかたちであったが、今回については上野動物園がすでに東京市の所管となっていたため、李王職から1頭7,000円で購入することになった。
1927年（昭和2年）8月9日、東京市の主任技師となっていた黒川は飼育係の高橋とともに東京から京城に出張した。8月14日に内法で長さ7尺4寸、高さ4尺、幅3尺（約220×120×90センチメートル）の輸送箱をカバ舎に据え付けて馴らし始め、22日に子カバを輸送箱内に収容し、25日に昌慶苑動物園を出発して南大門駅で貨車に積み込み、翌日釜山に到着した。釜山で関釜連絡船「昌慶丸」の甲板に積み込み、27日の朝に下関港に到着した。下関からは急行貨物列車で27日午後10時45分に出発し、4日目の30日午前0時20分に東京の汐留駅に到着した。当時の下関で鉄道省の責任者として業務にあたったのは、後に総理大臣となる佐藤栄作であった。佐藤はカバの付添人の便利を考慮して荷物室に車掌室が付属した貨物緩急車を準備し、夏場で水を大量に必要とするカバの輸送のために、水桶2個を一緒に積み込んだ上で途中停車する13の駅では給水の準備を指示するという用意周到で行き届いた配慮を見せている。
上野動物園に到着したカバは、当時の京子に比べてあまりにも小さかったので、最初のうち「小僧」と呼ばれていた。しかし「小僧」の成長はめざましく、やがて京子よりも大きくなったため名を「大太郎」と改めた。
1929年（昭和4年）、新しいカバ室が完成した。新しいカバ室のプールは広く深く設計され、広い運動場が左右に2部屋設置されてカバの妊娠や分娩の際にはメスとオスが分離できるように配慮されていた。5月19日に一度引っ越しを試みたものの、京子が怖気づいて暴れたため、中止せざるを得ず、しかも5月31日には初めての子を流産していた。7月と8月に改めて行われた京子と大太郎の新カバ室への引っ越しの指揮は、病気がちになっていた黒川に代わって前年に動物園に入ったばかりの古賀忠道が執った。2回目の引っ越しの際も京子は暴れたが、何とか新しいカバ室に移すことができた 。ようやくのことで新しいカバ室に着いた京子は暴れすぎた反動でへたり込み、プールに入ったままで2週間もの間新設された運動場に出ることがなかった。それに比べて大太郎の引っ越しは何の苦労もなく、作業にあたった人々が拍子抜けするほどであった。後に高橋は自著『動物たちと五十年』に「やっぱり、オスは度胸がいいんだね、と私たちは語りあった」と記述している。

### 「マル」の誕生と戦局の悪化
京子が弟の大太郎とつがいにされたのは、当時の動物園関係者の間に広がっていた「因習」が原因となっていた。まず子を産ませることが優先され、近親交配による弊害は軽視された。さらにカバなどの偶蹄目は、近親交配に「強い」とされてきたことも理由の1つであった。
京子と大太郎は、1928年（昭和3年）10月12日に交尾が確認されていた。その後京子の妊娠が確認されたため、新しいカバ室への移動を急ぐ必要があったが、新築工事はなかなかはかどらなかった。1度引っ越しに失敗した後、京子は1929年（昭和4年）5月31日に流産した。翌日プールの底から子が収容されたが、すでに死んでいた。剖検の結果、この子は京子の体内で数日前に死亡していたことが判明した。次の出産は1936年（昭和11年）7月8日で、そのときの子はわずか8日間生存したのみであった。
3度目の出産は、1938年（昭和13年）5月27日のことであった
。3度目の子はオスで元気に育ち、「マル」と名付けられた。6月10日にはガラス越しに公開し、6月21日には通常公開とした。その後京子は1942年（昭和17年）8月3日に4番目の子を流産していて、結局無事に育ったのはマルのみであった。
時代は戦争の影が次第に濃くなっていった。日中戦争が始まった1937年（昭和12年）夏から1940年（昭和15年）頃までは、戦場で荷物運搬などで使役された動物たちが「戦功動物」として動物園で飼育展示されたり、行事に参加したりすることがある種の「流行」となっていた
。上野動物園でも、盧溝橋事件で「戦功」を挙げ、第2次世界大戦後に「入れ歯をはめたロバ」として有名になる一文字号などが来園したのはこの時期であった。
この時期の上野動物園では公式に園長という職名はなく、最高責任者は「主任技師」という職名であった。1936年（昭和11年）7月25日に発生したクロヒョウ脱走事件を契機に、危険な動物を飼育している動物園としては責任体制が不明確だと報道関係者などから問題視する声が上がった。それに応えて上野動物園に正式な園長制度を設けることになり、1937年（昭和12年）3月1日、当時34歳の古賀が「東京市保健局公園課上野恩賜動物園長」に任命され、副園長格の「飼育掛主任」には技師の福田三郎が任命された。
クロヒョウ脱走事件の発生を受けて、各地の動物園では空襲と危険な動物の脱走などの非常事態に備えた訓練が実施され始めた。1937年（昭和12年）9月18日、上野動物園では緊急猛獣脱出対策演習が行われた。クロヒョウ脱走事件のちょうど2年後にあたる1938年（昭和13年）7月25日には動物脱出捕獲演習が行われ、同年9月12日には動物園内の5つの場所に避難所を設けて「防空演習」を実施している。
戦局は悪化の一途をたどり、人間の食糧事情が悪化するとともに動物たちのエサも不足し始めた。1937年（昭和12年）9月には、ライオン、トラ、ヒョウなどの肉食獣にエサとして魚肉を与える実験が行われた。草食動物の飼料の調達も困難になっていき、1941年（昭和16年）になると草食動物の飼料に茶殻を集めたり、公園の樹木や街路樹などの剪定があったときはその枝葉を貰い受けたりしていた。肉食獣向けの飼料には、ニワトリの頭が主力となり、1941年（昭和16年）11月にはネズミの肉なども使用した。エサの調達に苦心する上野動物園では、草食獣の中で同じ種がたくさんいるものについては「整理」することとした。1941年（昭和16年）2月18日にはヒマラヤグマ3頭とニホンツキノワグマ1頭が銃殺された他、ヤギなどが「整理」の対象となって、その肉が肉食獣のエサとなった。

### 死とその後
上野動物園では1941年（昭和16年）7月29日に園長の古賀が応召し、8月1日に福田が園長代理となった。福田は陸軍の東部軍司令部獣医部から。非常時における動物園の対策についての文書提出を求められた。福田はその求めに応じて『動物園非常処置要綱』を提出した要綱では飼育動物を「危険度」に応じて4段階に分類していた。最も危険な「第1種危険動物」にはライオン、トラ、ヒョウなどの他にカバも含まれていた。
1943年（昭和18年）7月、東京市は「帝都防衛の強化」を理由として東京府に併合され、東京都が発足した。8月16日、福田は古賀（南方での1年余りの勤務を経て世田谷の陸軍獣医学校に勤務し、週2回ほど上野動物園に応援獣医として出向していた）とともに呼び出された。2人は井下清公園課長から「1か月以内にゾウと猛獣類を射殺せよ」との東京都長官大達茂雄からの命令を伝達された。射殺の命令は、周囲の住民に動揺を与えるとの理由で「毒殺」に変更された。井下、古賀、福田は大達の命令には従わざるを得ないものの、せめてゾウのうち2頭と猛獣たちの助命はできないものかと話し合った。仙台市の動物園からはゾウのメス「トンキー」と生後間もないヒョウの子を引き受けるという回答があったが、その話を知った大達は激怒したといい、結局2頭の仙台行きは叶わなかった。
動物たちの「処分」は、8月17日のホクマンヒグマ1頭と別のクマのオス1頭から始まった。ホクマンヒグマの方は、1940年7月に高松宮から下賜された個体であった。その後も薬殺や絶食などによる「処分」は続き、9月23日のトンキーの死で14種27頭の「処分」が終了した。
カバたちは、この「処分」対象からは外れていた。しかしエサ不足が深刻になっていく中で、大太郎は胃腸炎に罹患して1944年（昭和19年）3月18日に19歳で死亡した。京子とマルは生き延びたが、1945年（昭和20年）3月10日の東京大空襲後は飼料の確保がさらに困難になり、絶食による「処分」が決められた。
まず、3月19日午前10時にプールから水が抜かれた。同日からはエサが与えられなくなり、4月1日にマルが死亡した。京子はいくらか残っていたプールの水をなめるなどして生き延びたが、絶食から36日目にあたる4月24日に力尽きた。京子の死亡日と同日に、上野動物園に久々に干し草やわらなどの飼料を積んだトラックが到着したが、すでに遅かった。
母子のカバは、動物慰霊碑から20メートルほど離れたところに埋められた。後に母子の骨は、1987年（昭和62年）の上野動物園百年記念行事にかかる植栽工事の際に掘り出された。

### 童話『さようならカバくん』
作家の早乙女勝元は、京子たちを題材として、童話『さようならカバくん』を1988年（昭和63年）に発表した。この作品は、空襲で避難した先の動物園でカバの京子と大太郎の2頭と仲良くなった少年の物語である。成長して小学校の教師となった少年が、2頭のたどった悲しい運命を教え子たちに語るという構成であった。
この作品にはマルは登場せず、大太郎が大空襲後も生き残っているなど、いくつか史実との差異がある。『さようならカバくん』は1995年（平成7年）にアニメ映画となり、子供たちのための人権教育教材として活用されている。